# Lijst van premiers van Bhutan
Hieronder staat een lijst van premiers van Bhutan.

## Premiers van Bhutan (sinds 1952)
| Nr.                            | Premier              | Premier                                      | Ambtstermijn                        |
| ------------------------------ | -------------------- | -------------------------------------------- | ----------------------------------- |
| 1                              |                      | Jigme Palden Dorji (1919-1964)               | 1952 - 5 april 1964                 |
| -                              |                      | Lhendup Dorji (1935-2007) waarnemend         | 25 juli 1964 - 27 november 1964     |
| functie afgeschaft (1964-1998) |                      |                                              |                                     |
| 2                              |                      | Jigme Thinley (1952)                         | 20 juli 1998 - 9 juli 1999          |
| 3                              | Lyonpo Sangay Ngedup | Lyonpo Sangay Ngedup (1953)                  | 9 juli 1999 - 20 juli 2000          |
| 4                              |                      | Lyonpo Yeshey Zimba (1952)                   | 20 juli 2000 - 8 augustus 2001      |
| 5                              |                      | Lyonpo Khandu Wangchuk (1950)                | 8 augustus 2001 - 14 augustus 2002  |
| 6                              | Kinzang Dorji        | Kinzang Dorji (1951)                         | 14 augustus 2002 - 30 augustus 2003 |
| (2)                            |                      | Jigme Thinley (1952)                         | 30 augustus 2003 - 20 augustus 2004 |
| (4)                            |                      | Lyonpo Yeshey Zimba (1952)                   | 20 augustus 2004 - 4 september 2005 |
| (3)                            | Lyonpo Sangay Ngedup | Lyonpo Sangay Ngedup (1953)                  | 5 september 2005 - 7 september 2006 |
| (5)                            |                      | Khandu Wangchuk (1950)                       | 7 september 2006 - 31 juli 2007     |
| (6)                            | Kinzang Dorji        | Kinzang Dorji (1951)                         | 5 september 2005 - 9 april 2008     |
| (2)                            |                      | Jigme Thinley (1952)                         | 9 april 2008 - 28 april 2013        |
| -                              |                      | Sonam Tobgye (1949) hoofdadviseur            | 28 april 2013 - 27 juli 2013        |
| 7                              | Lyonpo Sangay Ngedup | Tshering Tobgay (1965)                       | 27 juli 2013 - 9 augustus 2018      |
| -                              |                      | Dasho Tshering Wangchuk (19??) hoofdadviseur | 9 augustus 2018 - 7 november 2018   |
| 8                              |                      | Lotay Tshering (1968)                        | 7 november 2018 - 1 november 2023   |
| -                              |                      | Chogyal Dago Rigdzin (19??) hoofdadviseur    | 1 november 2023 - 28 januari 2024   |
| (7)                            | Lyonpo Sangay Ngedup | Tshering Tobgay (1965)                       | 28 januari 2024 - heden             |